# Phytomastax opaca
Phytomastax opaca är en insektsart som först beskrevs av Krauss 1898.  Phytomastax opaca ingår i släktet Phytomastax och familjen Eumastacidae. Inga underarter finns listade i Catalogue of Life.